# Protexarnis terracotta
Protexarnis terracotta är en fjärilsart som beskrevs av Charles Boursin 1955. Protexarnis terracotta ingår i släktet Protexarnis och familjen nattflyn. Inga underarter finns listade i Catalogue of Life.